# Calonotos aurata
Calonotos aurata là một loài bướm đêm thuộc phân họ Arctiinae, họ Erebidae.